# Julius Blüthner
Julius Blüthner, né le 18 mars 1824 à Falkenhain en province de Saxe (aujourd'hui Meuselwitz), mort le 15 avril 1910  à Leipzig, est un fabricant de pianos allemand, fondateur de la société Blüthner en 1853.